# Stilbohypoxylon elaeicola
Stilbohypoxylon elaeicola är en svampart som först beskrevs av Henn., och fick sitt nu gällande namn av L.E. Petrini 2004. Stilbohypoxylon elaeicola ingår i släktet Stilbohypoxylon och familjen kolkärnsvampar.   Inga underarter finns listade i Catalogue of Life.